# Frauendorf (Glashütte)
Frauendorf war eine kurzlebige Gemeinde in Sachsen, die in den Jahren 1994 und 1995 im Weißeritzkreis existierte. Sie ging in Reinhardtsgrimma auf, das heute zur Stadt Glashütte gehört.

## Geographie
Die Gemeinde Frauendorf befand sich etwa fünf Kilometer südöstlich der Kreisstadt Dippoldiswalde im Osterzgebirge. Eine weithin sichtbare Landmarke ist der Luchberg östlich des ehemaligen Gemeindegebietes. Die Gemeinde selbst mit ihren Ortsteilen Oberfrauendorf und Niederfrauendorf lag im Tal des Lockwitzbaches, der im nördlich liegenden Dresden in die Elbe mündet. Ein weiterer Bach auf damaligem Gemeindegebiet ist der Lange Grundbach. Die Gemeinde umfasste eine Fläche von 17,89 km² und bestand aus den Gemarkungen Ober- und Niederfrauendorf, wovon die Gemarkung Oberfrauendorf die größere war und sich über weite Teile des Waldgebietes nördlich von Schmiedeberg und Dönschten erstreckte. Die Bebauung Frauendorfs befand sich hauptsächlich an der Staatsstraße 183, die von Nordosten nach Südwesten verläuft und Reinhardtsgrimma mit Schmiedeberg verbindet.
An die Gemeinde Frauendorf grenzten vor ihrer Auflösung im Norden Ulberndorf, Reinholdshain (beide zu Dippoldiswalde) und die Gemeinde Reinhardtsgrimma an. Östlich benachbart waren Luchau und Johnsbach (beide zu Glashütte), südlich Dönschten (zu Schmiedeberg). Im Westen grenzten die Gemeinde Schmiedeberg, Naundorf (zu Schmiedeberg) und die Gemeinde Obercarsdorf an Frauendorf an.

## Geschichte
Die Gemeinde Frauendorf bestand nur etwas länger als ein Jahr, vom 1. Januar 1994 bis zum 1. April 1995. Sie wurde aus den zuvor eigenständigen Gemeinden Ober- und Niederfrauendorf im Landkreis Dippoldiswalde gebildet. Bis zum 30. Juli 1994 gehörte sie dem Landkreis Dippoldiswalde weiter an, danach war sie Teil des in der Kreisreform 1994 gebildeten Weißeritzkreises. Zum Zeitpunkt der Neubildung waren 547 Einwohner in Frauendorf gemeldet, am 30. Juli 1994 waren es 559 Einwohner.
Am 1. April 1995 schlossen sich die Gemeinden Cunnersdorf, Frauendorf und Hirschbach mit Reinhardtsgrimma zusammen.
Bei der Bürgermeisterwahl am 12. Juni 1994 wurde Ilona Tittel (parteilos) mit 91,8 % der Stimmen gewählt.